# BRDM-2

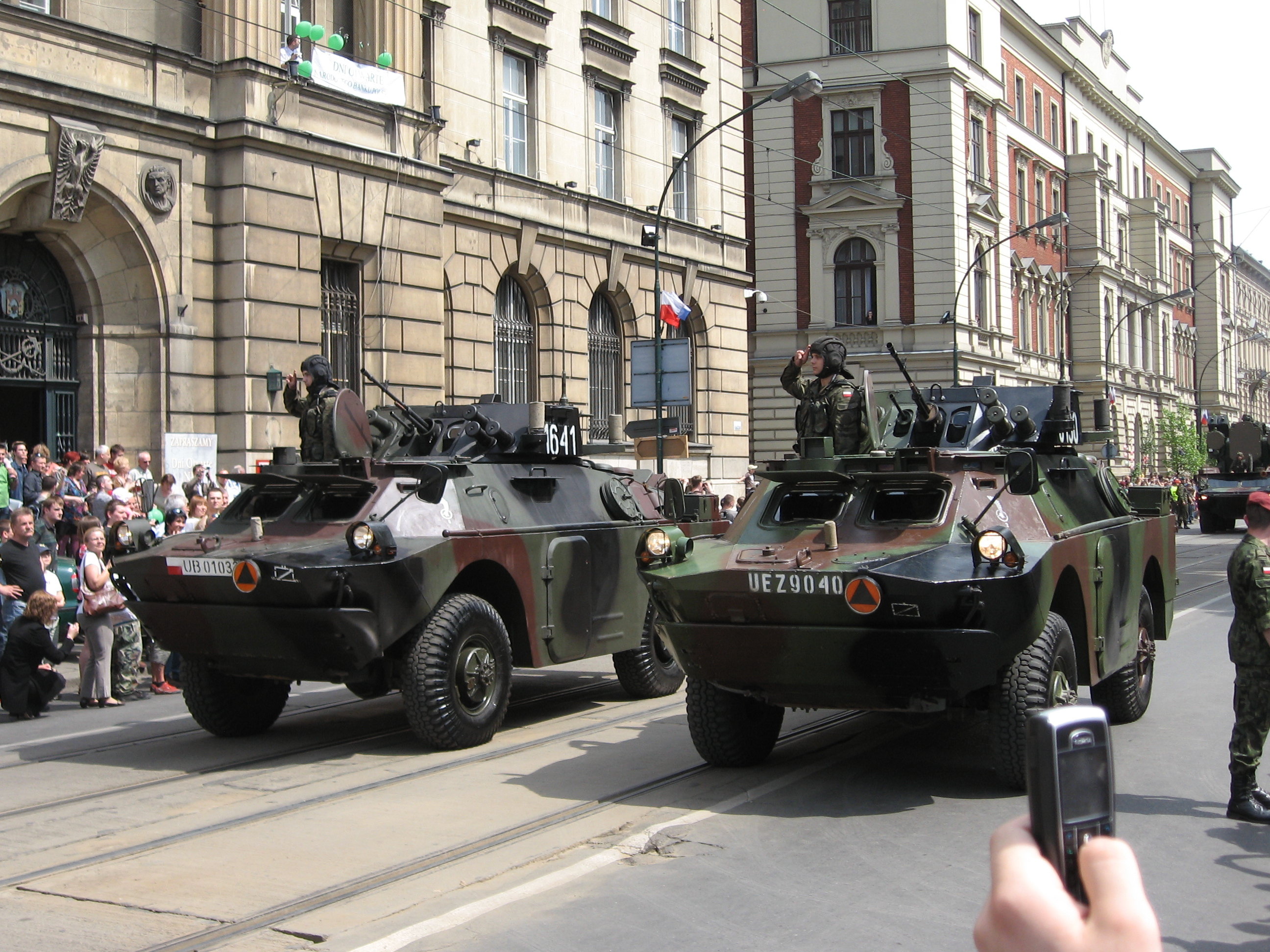
Dois BRDM-2M poloneses em um desfile na cidade da Cracóvia, em 2008.

O BRDM-2 (em russo:  Боевая Разведывательная Дозорная Машина, ou Boyevaya Razvedyvatelnaya Dozornaya Mashina, traduzido "Veículo de combate de patrulha/reconhecimento") é um blindado anfíbio desenvolvido pela União Soviética. Ele também é reconhecido pelas designações BTR-40PB, BTR-40P-2 ed GAZ 41-08. Este veículo foi amplamente exportado e é usado até os dias atuais por quase quarenta países. Ele é uma versão melhorada do BRDM-1, atualizado com armamentos mais avançados e capacidade anfíbia.